# 呼伦贝尔市人民医院

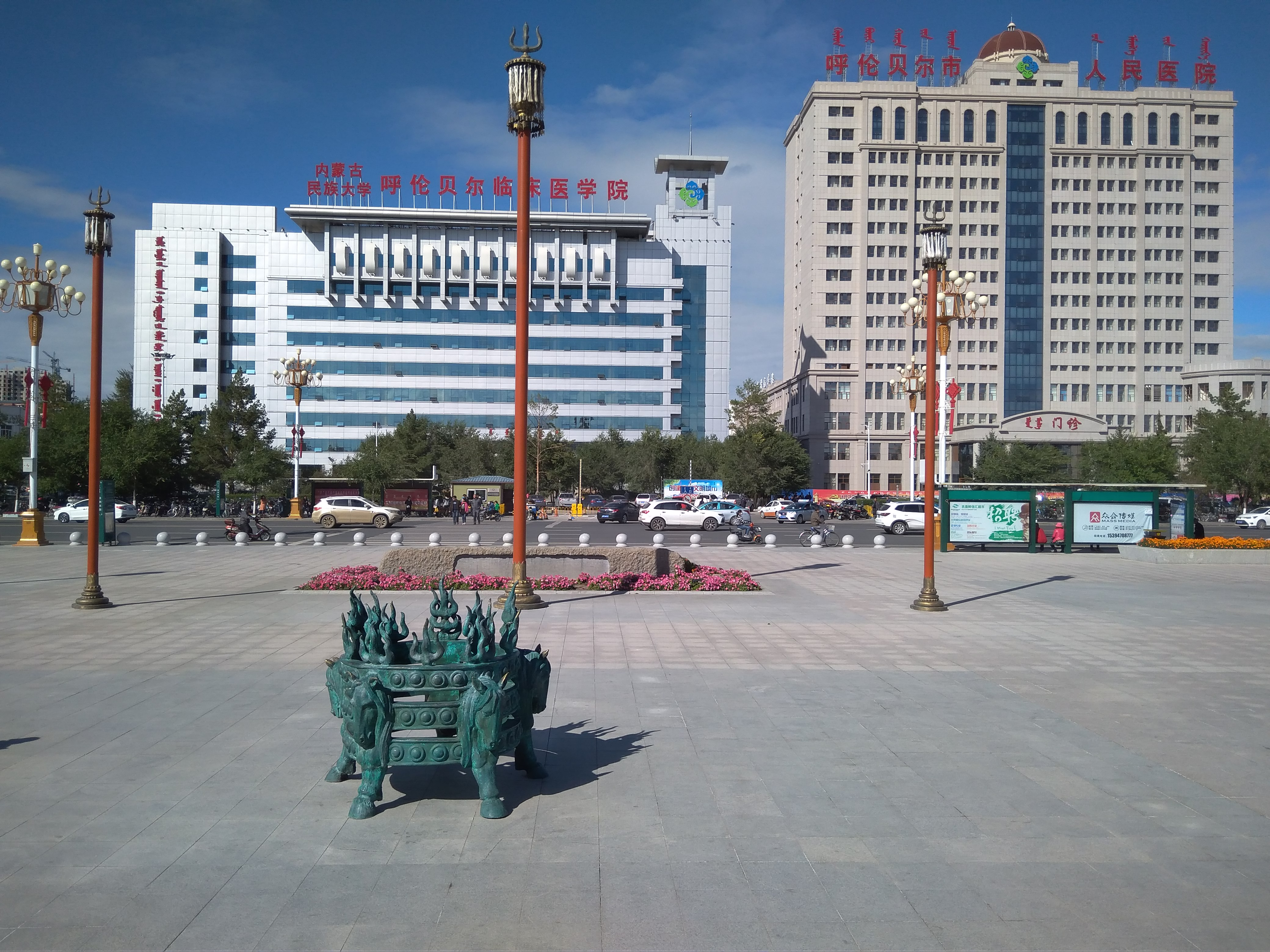
摄于2017年

呼伦贝尔市人民医院 (苏州大学附属呼伦贝尔医院)位于内蒙古呼伦贝尔市海拉尔区胜利大街20号开放床位1000张。该院于1954年创建，是一所中国国家三级甲等综合性医院、国家医疗健康信息互联互通标准化成熟度四级甲等医疗机构。

## 备注
1. ↑  其中“苏州大学附属呼伦贝尔医院”名称于2019年08月05日揭牌